# Twyla Tharp
Pour les articles homonymes, voir Tharp.
Twyla Tharp, née le 1er juillet 1941 à Portland dans l’Indiana aux États-Unis, est une danseuse et chorégraphe ainsi qu’une écrivaine américaine. Elle a été honorée de deux Emmy et d’un Tony. Elle travaille actuellement comme chorégraphe à New York.

## Biographie
Sa famille, composée de sa jeune sœur Twanette, de deux frères jumeaux Stanley et Stanford, de sa mère Lecile et de son père William, émigre à Rialto en Californie en 1951 où ses parents ouvrent un Drive-in.
La mère de Twyla, professeur de piano, lui donne des cours dès l’âge de deux ans puis l’inscrit à des cours de danse à l’École Vera Lynn à quatre ans. Elle s’initie très rapidement à toutes sortes de danses : ballet, tap, jazz, danse moderne.
Pressentant que Twyla était extrêmement douée et intelligente, la mère voulait faire de sa fille une personne accomplie dans des domaines aussi multiples que variés et lui fait donner des leçons de bâton, de tambour, de violon et d’alto. Elle lui fait également apprendre la peinture, la sténographie, la langue française et allemande. Enfin, Twyla est employée au Drive-in dès qu’elle peut travailler. Elle tente la Pacific High School de San Bernardino Californie. Tharp admet volontiers qu’elle n’avait pas de temps à consacrer à des relations sociales dans son enfance car elle devait mener de front ses études et un travail au drive-in depuis l’âge de 8 ans.
Tharp quitte le giron familial pour le Pomona College de Claremont, en Californie mais fait transférer son dossier au Barnard College de New York au bout de trois semestres. Elle y étudie l’histoire de l’art mais trouvera sa voie dans la danse qu’elle étudie à l’American Ballet Theatre School avec les plus grands maîtres de la danse moderne : Martha Graham, Alwin Nikolais, Paul Taylor Erick Hawkins et surtout Merce Cunningham. Elle est diplômée d’histoire de l’art en 1963 et intègre la Paul Taylor Dance Company où elle restera en 1965 et 1966. Elle développe ses propres idées de 1965 à 1970 puis fonde sa propre compagnie en 1971 sous le nom de Twyla Tharp Dance. Cette compagnie, composée de cinq femmes (deux hommes lui seront adjoints en 1969), se produit partout où elle est acceptée et gagne peu sinon pas d’argent.

## Carrière

### Carrière chorégraphique
Twyla Tharp est la première chorégraphe à créer un ballet, Deuce Coupe, associant des techniques de danse moderne à des techniques de danse classique : Tank Dive (1965), Medley (1969). Elle est la créatrice du ballet « chassé croisé ». Elle utilise volontiers la musique classique aussi bien que le jazz ou la musique pop comme support musical de ses ballets.
Sa compagnie interprète des œuvres originales à travers le monde de 1971 à 1988. En 1973, elle crée un ballet intitulé Deuce Coupe pour le Joffrey Ballet. Ce ballet est considéré comme le premier ballet « chassé croisé ». En 1988, Twyla Tharp Dance se fond dans l’American Ballet Theatre pour lequel Tharp créera plus d’une douzaine d’œuvres. Depuis, Tharp chorégraphie des ballets pour nombre de compagnies dont le Ballet de l’opéra de Paris, le Royal Ballet de Londres, le New York City Ballet, le Boston Ballet, le Joffrey Ballet de Chicago, le Hubbard Street Dance et la Martha Graham Dance Company. En 1991, Tharp regroupe sa compagnie Twyla Tharp Dance et monte Cutting Up avec Mikhaïl Barychnikov. Cette création sera interprétée dans 28 villes en l’espace de deux mois. Twyla Tharp Dance part en tournée dans différents pays entre 1999 et 2003.
When We Were Very Young est dansé à Broadway en 1980. En 1981, sa collaboration avec le musicien David Byrne donne naissance au ballet The Catherine Wheel qui est présenté au Winter Garden Theatre. En 1985, Tharp crée une comédie musicale intitulée Singin’ in the Rain qui sera représentée 367 fois au George Gershwin Theatre de Broadway. La troupe part ensuite pour une tournée aux États-Unis. En 1986, elle crée In The Upper Room pour sa compagnie. Ce ballet ainsi que Push Comes To Shove chorégraphié pour l’American Ballet Theatre et Barychnikov en 1976 sont considérés comme innovants par l’usage que la chorégraphe fait de pas appartenant à la danse moderne associés à la technique sur les pointes (qui appartient au répertoire classique).
En 2002, Tharp monte la première de Movin’ Out (en), une comédie musicale de Billy Joel plusieurs fois primée et qui tiendra l’affiche pendant 1 331 représentations à Broadway. Sa compagnie part pour une tournée sur le territoire des États-Unis en janvier 2004.
En 2006, Tharp crée une revue musicale intitulée The Times They Are a-Changin’ sur les chansons de Bob Dylan. Bien que moins bien reçue que Movin’ Out, elle connaît un franc succès à San Diego avant de se produire à New York pour 35 avant premières et 28 représentations.
Tharp a chorégraphié, à ce jour[Quand ?], plus de 130 ballets en plus de ses créations à Broadway ou pour la télévision. Certains sont repris à l’étranger : Brahms Paganini, Nine Sinatra Songs et Waterbaby Bagatelles pour ne citer que ceux-là.

### Carrière littéraire
Twyla Tharp a écrit son premier livre, autobiographique et très apprécié, intitulé Push Comes to Shove (comme son ballet) en 1992. En 2003, elle écrit son second livre, The Creative Habit: Learn It and Use It For Life, un livre de pratique dans lequel elle fait part des leçons qu’elle a tirées de sa carrière et celle d’autres artistes de tous les âges.

## Filmographie
- 1978 : Hair de Miloš Forman
- 1980 : Ragtime de Miloš Forman
- 1984 : Amadeus de Miloš Forman
- 1985 : Soleil de nuit (White Nights) de Taylor Hackford
- 1994 : La Petite Star (I'll Do Anything) de James Brooks

### Télévision
Tharp a chorégraphié un certain nombre d’émissions télévisées :
- « Sue’s Leg » pour le premier épisode de Dance in America diffusé par Public Broadcasting Service et coproduit et réalisé par Making Television Dance. Ce programme a gagné le Chicago International Film Festival Award attribué lors du Festival international du film de Chicago ;
- Réalisation de The Catherine Wheel pour la télévision britannique British Broadcasting Corporation ;
- Coréalisatrice de l’émission télévisée Baryshnikov by Tharp qui a remporté deux Emmy ainsi que le prix Directors Guild of America de la chorégraphie exceptionnelle.

## Récompenses et distinctions honorifiques
- 1982 : Barnard Medal of Distinction du Collège Barnard où Tharp a fait ses études
- 1985 : Emmy Award pour la chorégraphie de Movin’ Out
- Prix du Président de la Fondation Vietnam Veterans of America
- 1990 : American Dance Festival Award pour l’ensemble de sa carrière
- 1993 : Admission au sein de l’American Academy of Achievement[6]
- 2003 : Tony Award de la meilleure chorégraphie pour Movin’ Out
  - Astaire Award
  - Drama League Award, prix du Soutien à réalisation de comédies musicales
  - Drama Desk Award pour Movin’ Out
  - Outer Critics Circle Award
- 2004 : National Medal of Arts remis par le Président George W. Bush lors d’une cérémonie à la Maison-Blanche
- Docteur honoris causa de six-sept universités dont celles de Princeton et de Duke en 2007 ; Harvard en 2018[7]
- 2008 : Kennedy Center Honors[8]

## Publications
- (en) Twyla Tharp, Push Comes to Shove, Brantam, 1993, 384 p. (ISBN 978-0-553-37264-9)
- (en) Twyla Tharp, The Creative Habit: Learn It and Use It for Life, Simon & Schuster, 2005, 243 p. (ISBN 978-0-7432-3527-3, lire en ligne).